# Airapus wauus
Airapus wauus är en skalbaggsart som beskrevs av Zdzisława Stebnicka 1998. Airapus wauus ingår i släktet Airapus och familjen Aphodiidae. Inga underarter finns listade i Catalogue of Life.